# Жарова, Анна Михайловна
Анна Михайловна Жарова (род. 25 июля 1951, Москва) —  советская и российская актриса театра и кино, артистка Малого театра в Москве.

## Биография
Родилась в семье актёра Михаила Жарова и Майи Гельштейн. Внучка доктора медицинских наук, профессора Э. М. Гельштейна.
В 1973 году окончила Высшее театральное училище имени М. С. Щепкина. С 1 августа 1973 года — актриса Государственного академического Малого театра.

## Театральные работы
- 1973 — массовая сцена «Признание» С. Дангулова
- 1973 — паж «Стакан воды» Э.Скриба
- 1973 — Лилия «Криминальное танго» Э Раннета
- 1975 — 3-я княжна «горе от ума» А. С. Грибоедова
- 1976 — массовая сцена «Конек-горбунок» П. П. Ершова
- 1976 — Белла «Вечерний свет» А. Н. Арбузова
- 1976 — Кристина «Средство Макропулоса» К. Чапека
- 1976 — Катя — «Униженные и оскорблённые» Ф. М. Достоевского
- 1976 — Анюта — «Ураган» А. В. Софронова
- 1977 — Гиацинта — «Плутни Скапена» Ж. Б. Мольера
- 1977 — Звезда — «Маленькая эта земля» Г. Джагарова
- 1978 — Армине «Головокружение» Г. Саркисяна
- 1978 — Любинька «Господа Головлевы» М. Е. Салтыкова-Щедрина
- 1978 — Берта «Заговор Фиеско в Генуе» Ф. Шиллера
- 1980 — Надя — «Ивушка неплакучая» М. Алексеева
- 1980 — Устинька — «Женитьба Бальзаминова» А. Н. Островского
- 1980 — Катя — «Каменный цветок» П. П. Бажова
- 1981 — целинница «Целина» по книге Л. И. Брежнева
- 1982 — Оля — «Дикий Ангел» А. Коломийца
- 1983 — девушка «Утренняя фея» А. Касона
- 1983 — Ганичка — «Незрелая малина» И. Губача[чеш.]
- 1984 — Зоя Мюллер — «Накануне» И. С. Тургенева
- 1986 — Стеша — «Доходное место» А. Н. Островского
- 1987 — Официантка «Сон о белых горах» В. Астафьева
- 1987 — Катя «Дети Ванюшина» С. А. Найденова
- 1987 — Людмила, невеста Валентина — «Игра» Ю. Бондарева
- 1991 — Приживалка «Холопы» П. П. Гнедича
- 1992 — Марина «Обрыв» И. А. Гончарова
- 1995 — кухарка «Не было ни гроша, да вдруг алтын» А. Н. Островского
- 1995 — служанка «Недоросль» Д. И. Фонвизина
- 1996 — Ворона «Снежная королева» Е. Шварца
- 1996 — клирошанка «Царь Борис» А. К. Толстого
- 1998 — горожанка «Бешеные деньги» А. Н. Островского
- 1998 — массовая сцена «Воскресение» Л. Н. Толстого
- 1999 — ключница «Трудовой хлеб» А. Н. Островского
- 2000 — княжна Тугоуховская — «Горе от ума» А. С. Грибоедова
- 2001 — гостья «Иванов» А. П. Чехова
- 2002 — горничная «Лес» А. Н. Островского
- 2003 — Волохова «Царь Борис» А. К. Толстого
- 2004 — Пивокурова — «Последняя жертва» А. Н. Островского
- 2006 — 2-я дама «Ревизор» Н. В. Гоголя
- 2006 — горничная «Три сестры» А. П. Чехова
- 2012 — Акулина «Дети Ванюшина» С. А. Найденова
- 2013 — 1-я приживалка «На всякого мудреца довольно простоты» А. Н. Островского
- 2013 — Дементьевна «Царь Борис» А. К. Толстого
- 2013 — Евстолия, «Село Степанчиково и его обитатели» Ф. М. Достоевского
- 2014 — 1-я придворная дама, «Золушка» Е.Шварца
- 2019 — Покупательница в магазине Левицкого, «Дальше — тишина» В. Дельмар
- 2019 — Паша, «Красавец мужчина» А. Н. Островского
- 2022 — Маланья, «Женитьба Бальзаминова» А. Н. Островского

## Роли в фильмах-спектаклях
- 2002 — Горе от ума (фильм-спектакль) — княжна
- 1986 — Женитьба Бальзаминова (фильм-спектакль) — Устинька
- 1985 — Незрелая малина (фильм-спектакль) — Ганичка
- 1980 — Заговор Фиеско в Генуе (фильм-спектакль) — Берта
- 1976 — Униженные и оскорблённые (фильм-спектакль) — Катя

## Роли в кинофильмах
- 1973 — Анискин и Фантомас — Аня, старшая пионервожатая
- 1974 — Чудо с косичками — Светлана Кропотова
- 1977 — И снова Анискин — Аня, воспитательница в детском саду